# TVB資訊台
TVB資訊台（英語：TVB NV Info，2013年前身為英文名稱的）是香港無綫網絡電視（2013年前身為無綫收費電視）擁有的一條頻道，播放內容包括無綫網絡電視所有頻道的宣傳片段、英格蘭冠軍聯賽及英格蘭超級聯賽。

## 曾播放節目
- 英格蘭冠軍聯賽
- RoadShow路訊通
- 英格蘭超級聯賽部份賽事（原由now Sports頻道直播）